# Богдан-2351
Богдан-2351 — украинский многоцелевой автомобиль, производившийся на Черкасском автомобилестроительном заводе «Богдан» с 2016 года на базе узлов и агрегатов автомобиля Great Wall Wingle 5. Значительная часть моделей производится для Украинской армии.

## Описание
Автомобиль Богдан-2351 предназначается для перевозки солдат и грузов малой тоннажности по дорогам с любым покрытием. За его основу была взята китайская модель Great Wall Wingle.
Кабина автомобиля — двойная (имеет 2 ряда сидений). Вместимость автомобиля — 5 человек, включая водителя. В кузов автомобиля установлена РЛС контрбатарейной борьбы AN-TPQ-48 американской компании SRC Inc., предназначенная для обнаружения минометных установок противника. Впереди установлен т. н.«кенгурятник» - решетка, защищающая автомобиль от столкновения с крупными животными при езде в лесополосе.
Для эксплуатации в армии автомобиль оборудован рессорной подвеской и шинами со специальными рисунками протектора. На приборной панели имеется общий выключатель световых приборов для режима маскировки.
Также автомобиль буксирует прицепы полной массой от 1,5 до 3 тонн, в зависимости от тормозной системы.
Существует также санитарный автомобиль Богдан-2251.

## Галерея

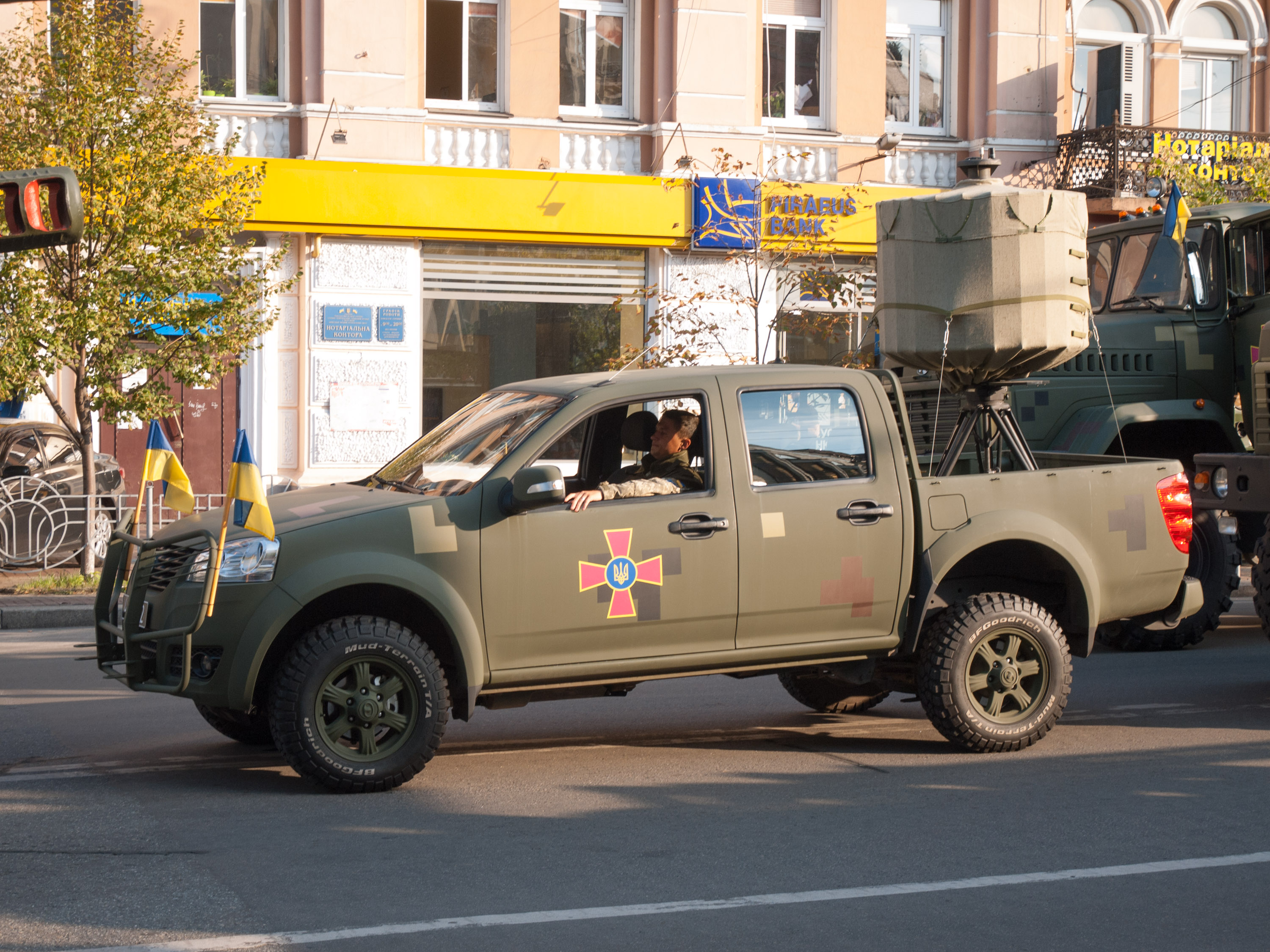
Богдан-2351 (вид слева)
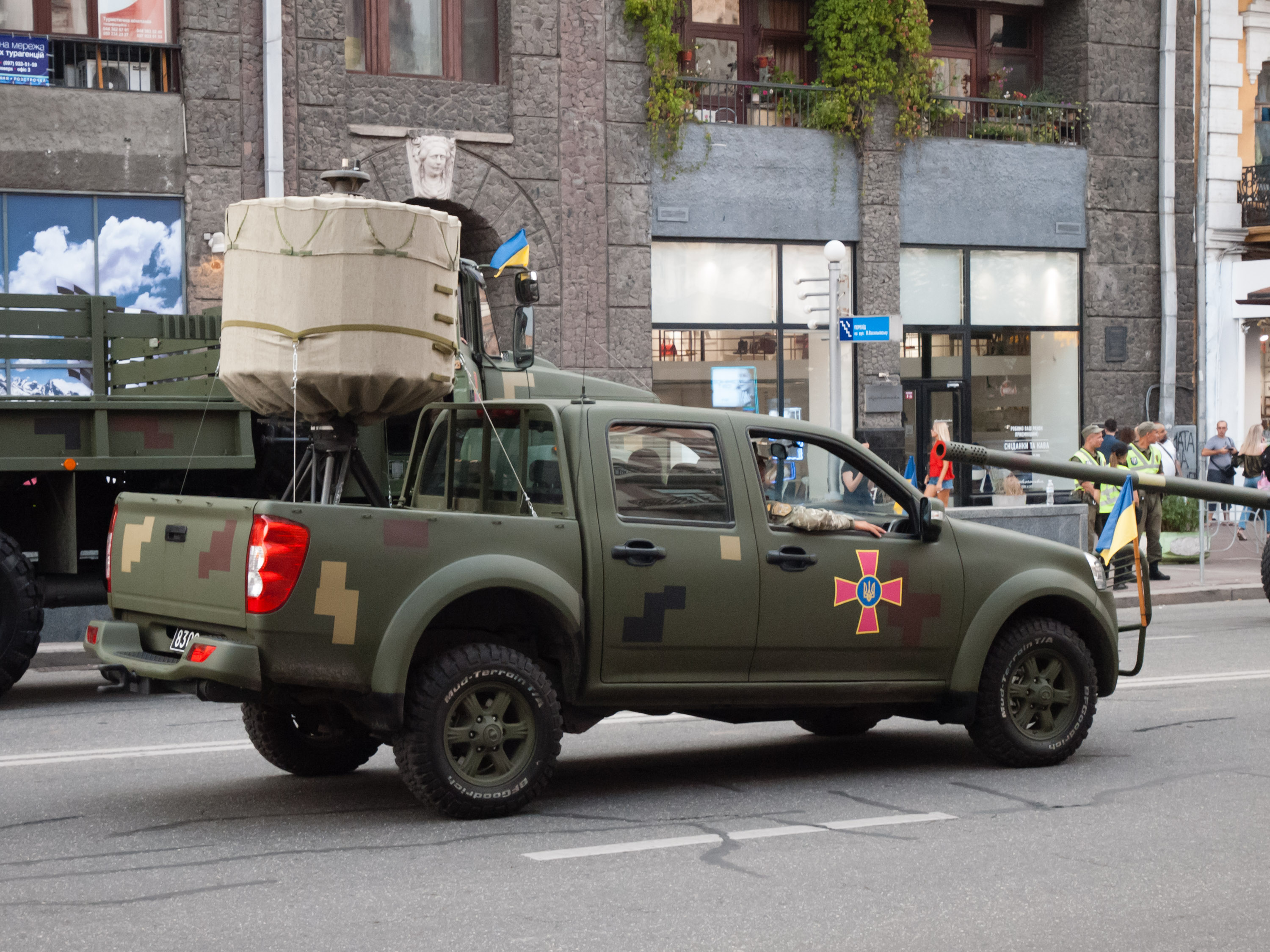
Богдан-2351 (вид сзади)
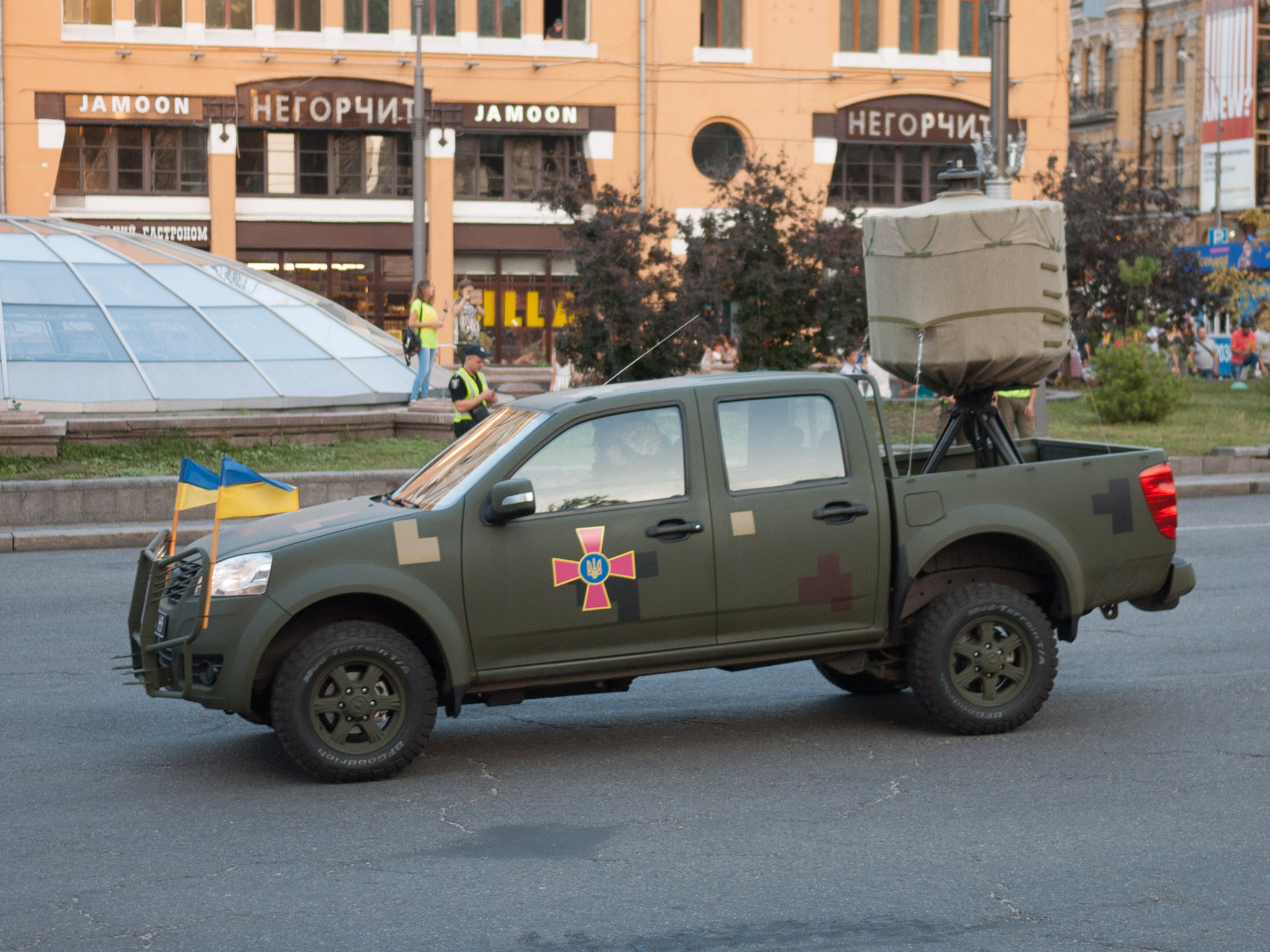
Богдан-2351 (вид сбоку)
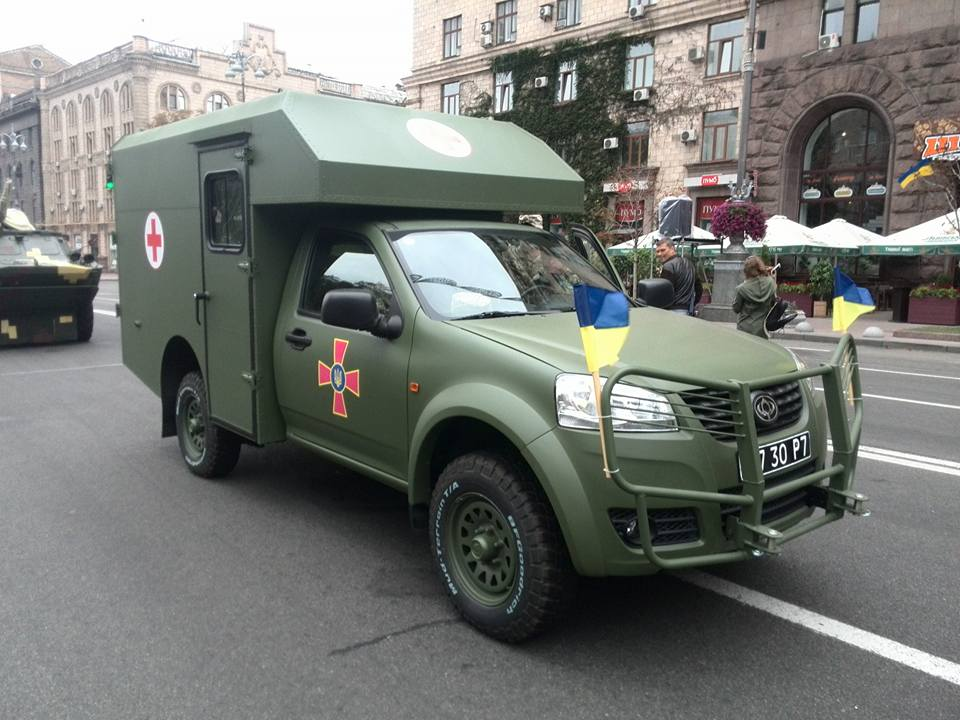
Богдан-2251